# خانه متین‌دفتری
خانه متین دفتری مربوط به دوره پهلوی اول است و در تهران پائین‌تر از خیابان معاصر، کوچه شهید فلاح زادگان واقع شده و این اثر در تاریخ ۲ بهمن ۱۳۸۲ با شمارهٔ ثبت ۱۰۸۶۲ به‌عنوان یکی از آثار ملی ایران به ثبت رسیده است.